# Burgheim
Burgheim è un comune-mercato di 4 656 abitanti, situato nel Land tedesco della Baviera.